# Route 311 (Nouvelle-Écosse)
Pour les articles homonymes, voir Route 311.
La route 311 est une route secondaire de la Nouvelle-Écosse d'orientation nord-sud située dans le centre nord de la province, reliant notamment Truro à Tatamagouche. Elle est une route moyennement empruntée sur l'entièreté de son tracé, et hautement fréquentée dans sa section dans Truro et Bible Hill. De plus, elle mesure 50 kilomètres exactement, et est une route asphaltée sur l'entièreté de son tracé.

## Tracé
La route 311 débute 3 kilomètres à l'est du centre de Truro, à sa jonction avec la rue Prince. Elle est nommée la rue Principale (main St.) alors qu'elle rejoint Bible Hill et croise la route 4. Cette section est la plus achalandée de la route.
Elle quitte la région de Truro en se dirigeant vers le nord, passant sous la Route Transcanadienne (la route 104), puis rejoint Earltown plus au nord. Elle suit ensuite la rivière Mackays en se dirigeant vers le nord-ouest, traversant The Falls. Elle se termine 8 kilomètres au nord-ouest, sur la route 6, au sud-est de Tatamagouche.

## Communautés traversées

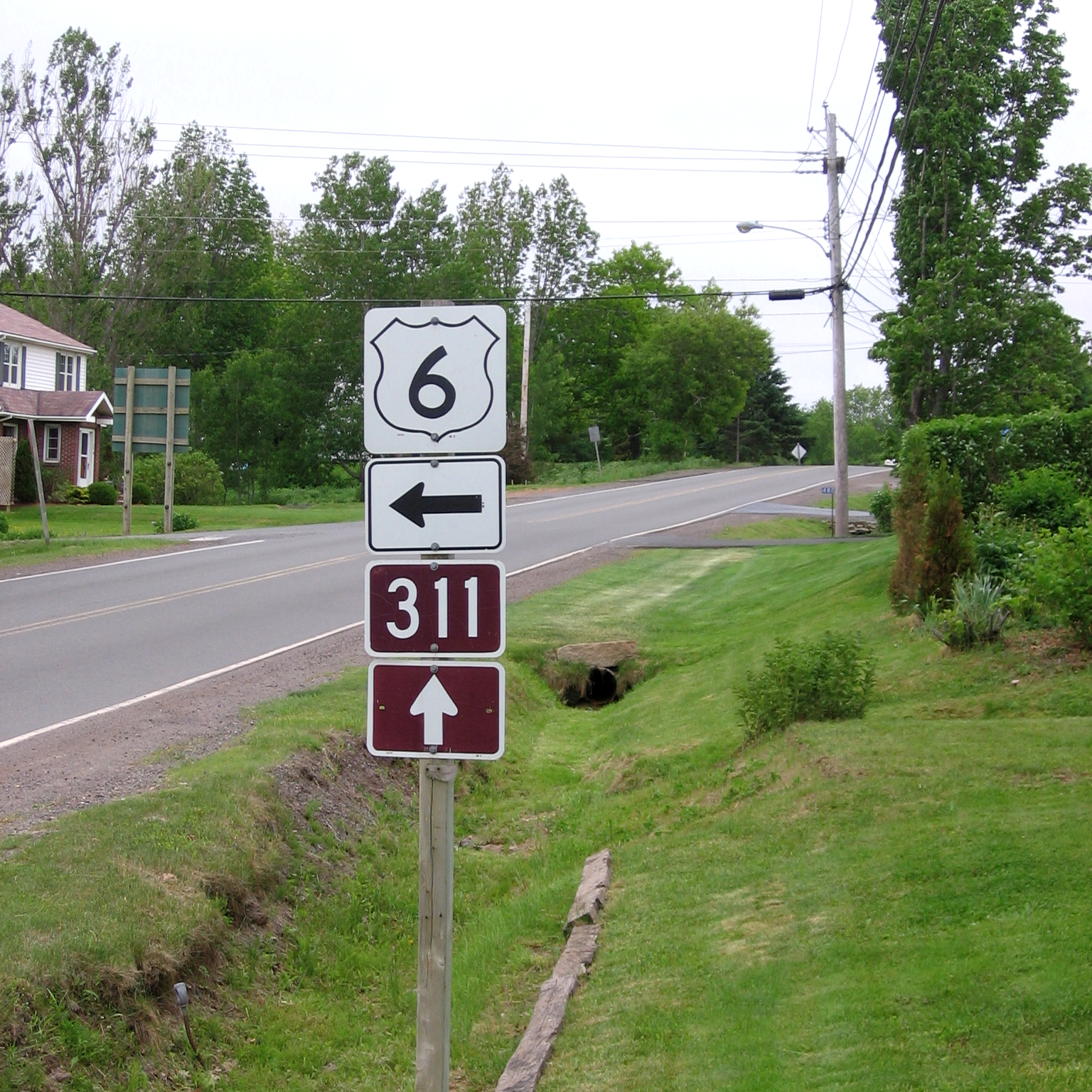
Le début de la 311 à Tatamagouche.

1. Truro
2. Bible Hill
3. Upper Onslow
4. North River
5. Central North River
6. Upper North River
7. Nuttby
8. Earltown
9. West Earltown
10. The Falls
11. Balfron
12. Tatamagouche